# Dmitrij Jakovlevič Laptev
Dmitrij Jakovlevič Laptev, in russo Дмитрий Яковлевич Лаптев? (1701 – 20 o 31 gennaio 1771), è stato un navigatore ed esploratore russo dell'Artide.

## Biografia
Laptev nacque nel villaggio di Bolotovo, nel Velikolukskij uezd, della gubernija di Pskov. Suo cugino Chariton Prokof'evič Laptev (1700–1763) era nato l'anno prima nel vicino villaggio di Pokarevo. Insieme avrebbero intrapreso la carriera navale e l'esplorazione artica. Il mare di Laptev sarebbe stato poi così chiamato in loro onore. Laptev frequentò la Scuola di scienze matematiche e di navigazione di Mosca, fondata da Pietro il Grande.
Era tenente della marina quando, nel 1734, venne assegnato a far parte della Seconda spedizione in Kamčatka di Vitus Bering, che doveva esaminare e mappare per la prima volta la vasta distesa della costa settentrionale della Russia, il mare di Ochotsk e la penisola della Kamčatka. Nel 1736 Laptev venne messo a capo di una spedizione per tracciare la costa dell'Artico dal fiume Lena verso est. Impresa che ritentò l'anno successivo dopo aver svernato a San Pietroburgo. Nel 1739 fu alla guida della spedizione di mappatura della Čukotka nel lontano est del continente. La nave rimase intrappolata nel ghiaccio e quell'inverno l'equipaggio, guidato da Laptev, fu il primo gruppo di russi a vivere tra la popolazione indigena del fiume Indigirka.
Laptev tracciò la costa siberiana dal delta della Lena fino al Kolyma, esplorò il bacino e la foce dell'Anadyr' e il percorso via terra dalla fortezza di Anadyrsk alla baia della Penžina, la parte più settentrionale del mare di Ochotsk. Nel 1741-1742 mappò il tracciato dell'Anadyr' e del Penžina. In seguito ha proseguito la carriera militare nella flotta del Baltico. Fu promosso ammiraglio di squadra nel 1762 e andò in pensione nello stesso anno.

## Luoghi a lui dedicati
- Stretto di Dmitrij Laptev (Пролив Дмитрия Лаптева), che separa l'isola Bol'šoj Ljachovskij dalle coste della Siberia.
- Capo Laptev (мыс Лаптева), sul delta della Lena (73°26′44″N 126°49′26″E)
- Mare di Laptev dedicato ai cugini Dmitrij e Chariton Laptev.